# مواضع‌نامه

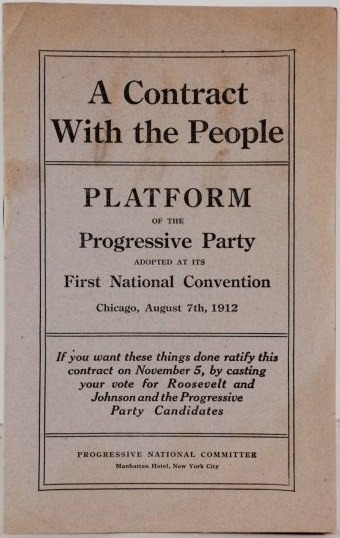
مواضع نامه

در علوم سیاسی به مواضع یا سیاست‌های یک حزب یا نامزد سیاسی دربارهٔ موضوعات مهم ملی و بین‌المللی که معمولاً در آستانهٔ برگزاری انتخابات برای جذب آرای عمومی اعلام می‌شود، مواضع‌نامه گفته می‌شود.
بیانیه حزب کمونیست توسط کارل مارکس از مواضع‌نامه‌های معروف است.